# سکزناب
سکزناب از روستاهای استان قزوین در ایران است.
ساکنان آن پیرو دین اسلامند و به زبان ترکی آذربایجانی صحبت می‌کنند.مردم این روستا از گروه افشارهای قاسملو می باشند که در زمان شاه عباس صفوی به قزوین کوچانیده شدند، موطن اصلی آنها قفقاز جنوبی می باشد. از جمله نام‌های خانوادگی این روستا می‌توان به درزلو، نصیرلو ، برزگر حاجیلو، برزگر نصیرلو، قمشال، بکشلو، فرجی، خوشبین، کریملو و… اشاره کرد. مکان روستا تا به حال چندین مورد بنا به دلایلی دچار تغییر شده‌است و محدوده فعلی آخرین محل جابه جایی می‌باشد.دربارهٔ نام این روستا نیز می‌توان گفت که به معنی «هشت چشمه خالص» است که آب آشامیدنی و در بعضی اوقات آب کشاورزی روستا نیز از آن تأمین می‌شده‌است یا چون این روستا در گذشته‌ها توسط هشت نایب اداره می‌شده به آن سکیزناب گویند.سکزناب جزء آن دست از روستاهایی است که در معرض خطر تخلیه جمعیت ساکن مطلق قرار دارد. این روستا با روستاهای حسن‌آباد سادات، جعفرآباد، حصار، شیزر، حسین‌آباد و… همسایه می‌باشد.

## مشخصات و مشکلات
سکزناب دهی است جز دهستان دودانگه سفلی، شهرستان آوج، بخش آبگرم، دارای ۱۵ خانوار سکنه‌است. آب آن از رودخانه خررود و محصول آن غلات و باغات می‌باشد. (از فرهنگ جغرافیایی ایران ج ۱)
این روستا به دلیل شیوهٔ غلط تقسیم‌بندی زمین به صور ت کشاورزی سنتی مباشد
(مشکلات)
این روستا به دلیل قطعه قطعه بودن زمین‌هایش و ممکن نبودن انجام کشت پلانتاژ در آن و در نتیجه نبود شغل مناسب برای ساکنان آن در معرض خطر تخلیه کامل تا چند سال دیگر است.
کمبود آب و کشاورزی سنتی باعث کم شدن بهره‌وری زمین و مهاجرت هرچه بیشتر به شهرها شده‌است.
انتخاب مسئولین کم سواد و بیسواد و به تبع آن انتخاب دهیار بی‌تجربه و نداشتن دانش کافی برای اداره روستا نیز از دیگر مشکلات این روستا تلقی می‌شود.